# Tobias Rose
Tobias Rose (* 29. Juni 1974 in Hamburg) ist ein ehemaliger deutscher Ruderer.

## Biografie
Tobias Rose wurde 1995 Deutscher Meister im Leichtgewichts-Achter und belegte in der gleichen Bootsklasse bei den Weltmeisterschaften den vierten Rang.
Im Folgejahr wurde er erneut Deutscher Meister, dieses Mal im Leichtgewichts-Vierer ohne Steuermann. Zudem nahm bei den Olympischen Sommerspielen 1996 in Atlanta in der Regatta mit dem Leichtgewichts-Vierer ohne Steuermann teil, wo die Besatzung um Rose den fünften Rang belegte.